# 投入堂
投入堂（日语：／），是一座位于日本鸟取县东伯郡三朝町的木结构古建筑。该建筑为三佛寺内院的佛堂，悬空建于三德山北侧中腹的悬崖峭壁上，上方有天然的石壁遮挡风雨，属于平安时代遗留至今为数不多的密教建筑。
该建筑也是日本建筑史上罕见的悬空建筑，屋顶结构轻盈，支撑建筑的木柱长短不一，整体具有较高的美学价值，因此被指定为日本的国宝。游客必须通过险峻的登山道（行者道）才能到达建筑物，因此也被称为“日本最危险的国宝”。

## 来历
“投入堂”得名于庆云3年（706年）三佛寺开山祖师役小角凭借其法力将供奉藏王权现的佛堂从平地投入山中这一传说。根据永和元年（1375年）前后的上梁记牌，可以看到“伯州三德山之镇守藏王殿”的文字，可知该佛堂原名为“藏王殿”。平安后期（宽治7年（1093年）左右），三德山（当时称美德山）的僧兵集团曾介入伯耆大山寺的内部纷争，之后大山寺作为报复，曾将三德寺众多建筑全部烧毁（见《伯耆大山寺缘起》（续群書类从　卷八百十五）。
1904年2月18日，根据当时的《古社寺保存法》，三德寺的投入堂被指定为特别保护建筑物（相当于现在日本的“重要文化财”），后在1952年3月29日依据《文化财保护法》被指定为国宝。此后，其东侧的附属建筑爱染堂、上述永和元年的上梁记牌以及在1915年修理时弃用的旧木材43件等一并被指定为国宝。

## 建造時期
从投入堂的建造样式分析，人们推定其属于平安时代后期的建筑。但也有部分研究学者如大冈实等，认为目前的投入堂的主体部分和回廊属于不同建造年代。
2001-2002年期间，奈良文化财研究所的光谷拓实等人实施的年轮年代调查显示，北侧的回廊木板建造于11世纪末的1098年左右。由此，专家认为投入堂最迟在12世纪前半段已经有了现在的轮廓，但建造以来经过了多次的整修，相当多的部材也得到了更换。柱子中也包括1915年（大正4年）修理新换的木材。

## 结构

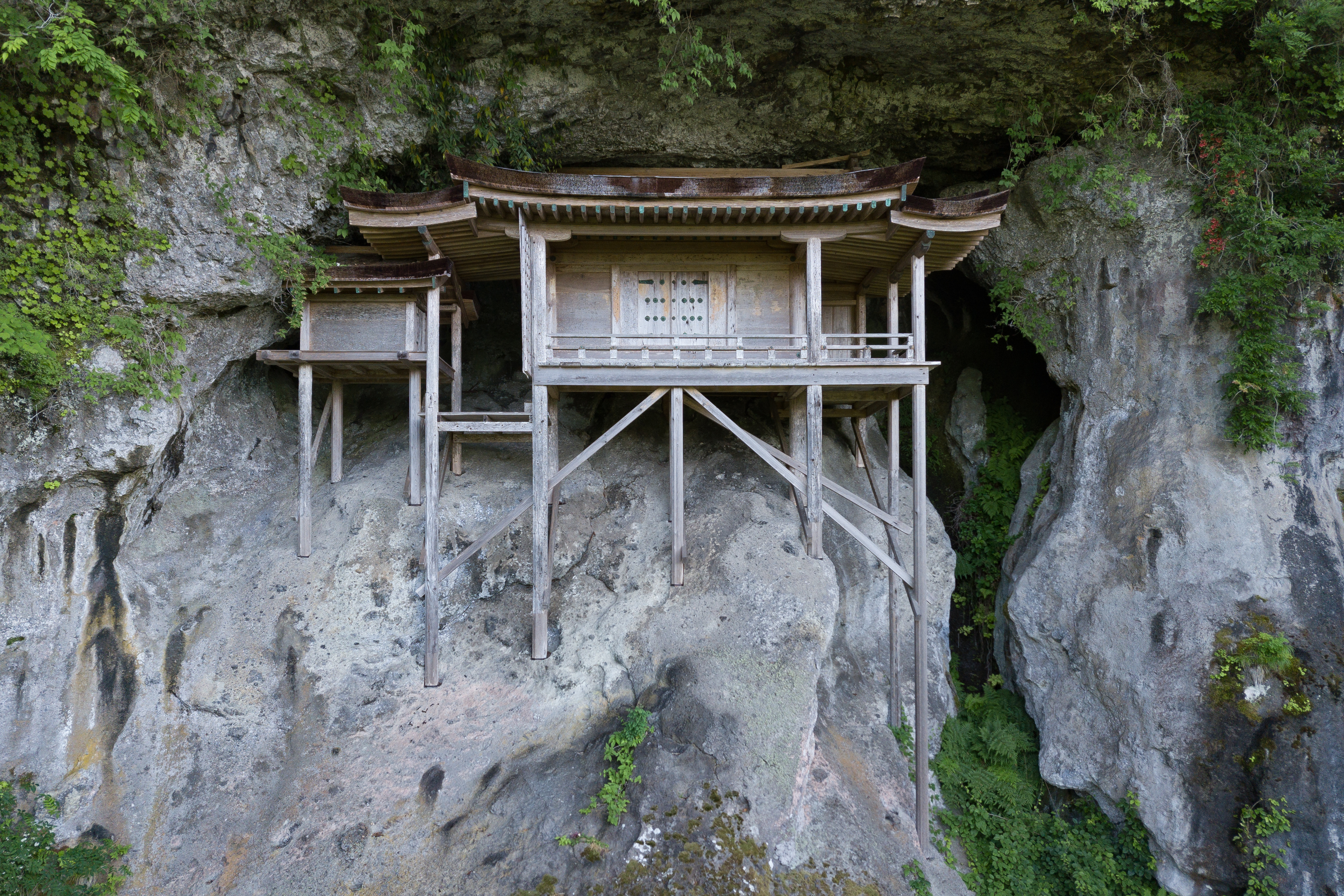
从遥拜所拍摄的投入堂正面照片。其左侧的小建筑为爱染堂。

投入堂的建造者利用三德山的玄武岩层与凝灰岩层的边界处的突出部分，在岩棚内用多根木柱支撑整个建筑，从而完成了这一悬空建筑。佛堂的正面和侧面都没有入口，如有参拜者得到特别许可进内参观，则需要从佛堂的地板下方穿过背面进入佛堂。
佛堂的屋顶为桧树皮的流造格式，东面和西面的屋檐下探。从正面看，殿堂宽一间，纵深为两间（此处的间不是长度单位，是“柱间”的数量，描述建筑结构）。包括回廊在内，东西方向宽5.4米，南北深3.9米。

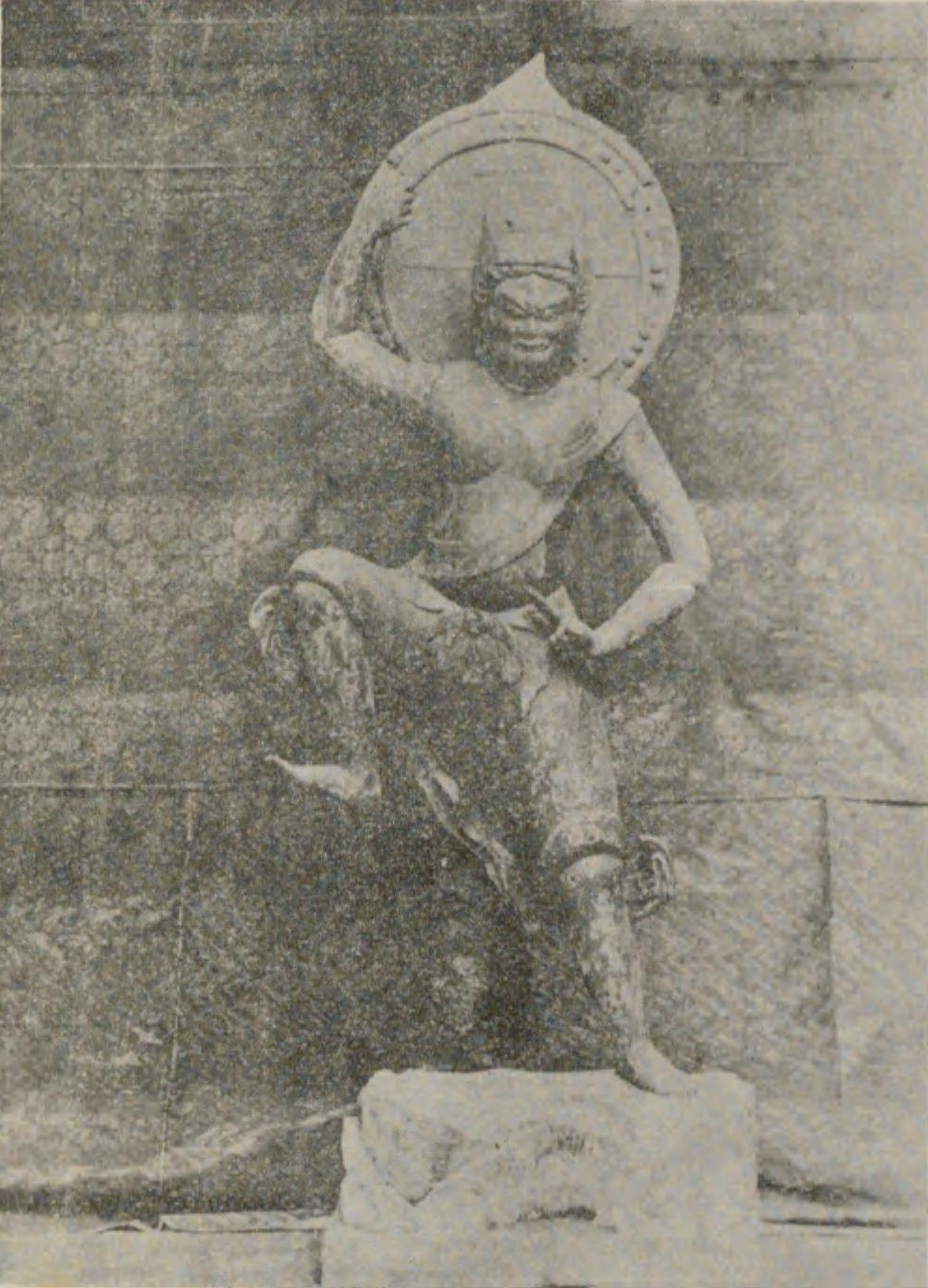
木造蔵王権現立像（内院正本尊，1168年（仁安3年）制，日本重要文化财）

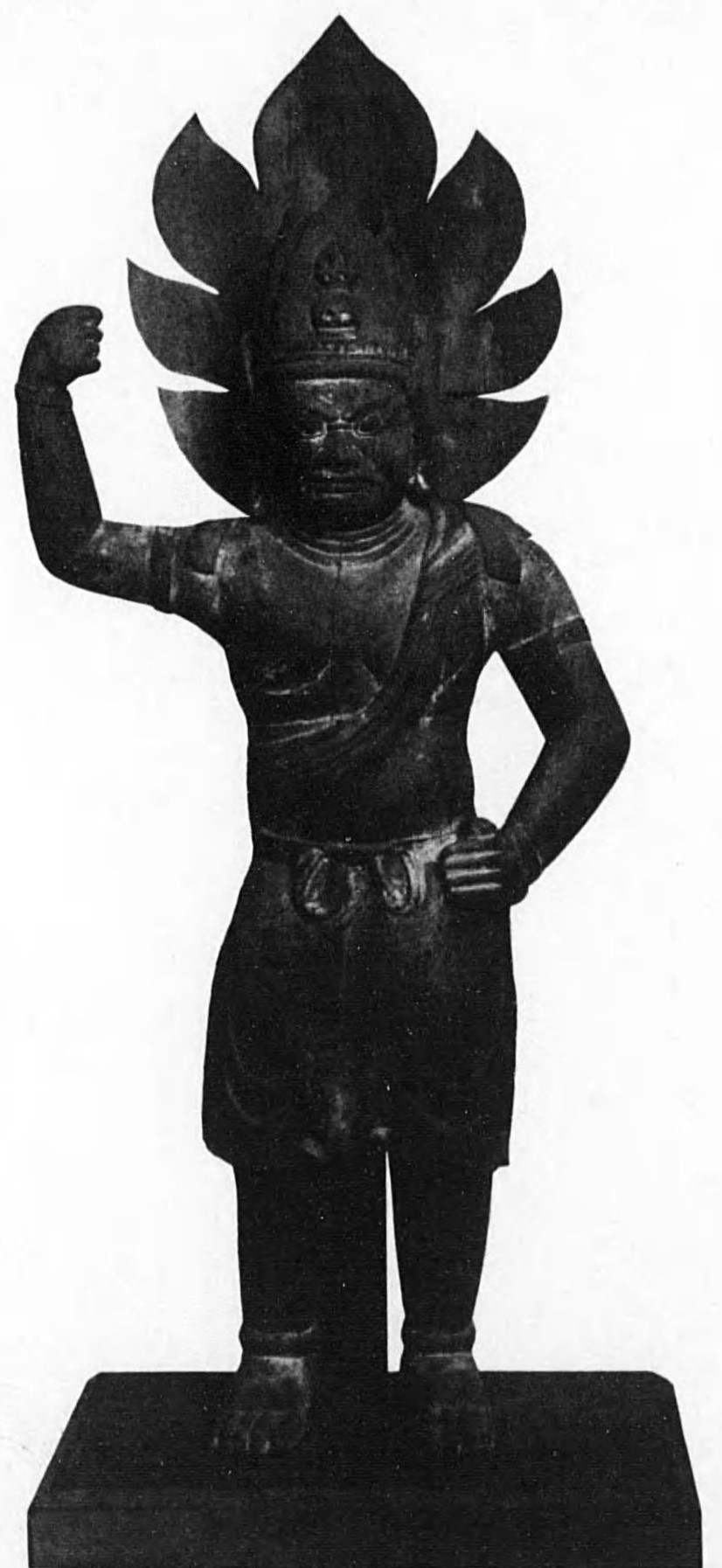
木造蔵王権現立像（内院侧本尊第6号，平安时代作品，日本重要文化财）

现今的投入堂建筑上基本没有装饰性的元素，因此曾被认为在建造当初就是一座原木建造的佛堂。但在2003年到2006年的建筑整修期间，专家发现佛堂四周的木柱等结构以及门窗上都有红色、白色等涂料的痕迹，在垂木上也检测出了铜锈，因此推测当时建筑上曾有铜制装饰物。此外，在殿外的东侧壁板上，也有一些蓝色的彩色痕迹，但也有观点认为这些只是后人的涂鸦作品。

## 愛染堂
在投入堂东侧，有一间比主殿较小的爱染堂。其进深及面宽均为一间，切妻造，檜皮葺，正面朝西，面朝投入堂。两殿之间有较低的地板连接。但目前两建筑之间被木栅栏隔断，不能直接通过。该栅栏的建造时间已无从考证。爱染堂的屋檐前端伸入投入堂的东侧屋檐下，支撑屋檐的两根木柱上钉有爱染堂的破风。

## 修理
投入堂在1914年前后曾有过一次大修，部分建筑被分拆后整修过，然后在2003至2006年期间又整修过一次。在2003年的修理中，原本考虑更换投入堂的屋顶部分，但发现腐烂的屋顶并不多，因此修理工程也相应缩减了。专家认为这主要是因为岩壁的遮挡以及朝阴等原因，导致紫外线和雨水的侵害较少，使建筑物较易保存。

## 参拜
原则上，管理方是禁止参观者进入投入堂参拜的。游客只能通过三佛寺背面的登山道走到投入堂下遥望，而山路也非常险峻，曾有人意外身亡，导致投入堂被称为“日本最危险的国宝”。
2007年11月14日，为庆祝投入堂时隔100年后再次修复，寺院在此处举办法事。当时从340名成年的申请者中抽选出3名幸运的参拜者，在穿上草鞋和参拜用的服装后，与寺院住持等人一同进入殿堂内，举行了法事。

## 行者道

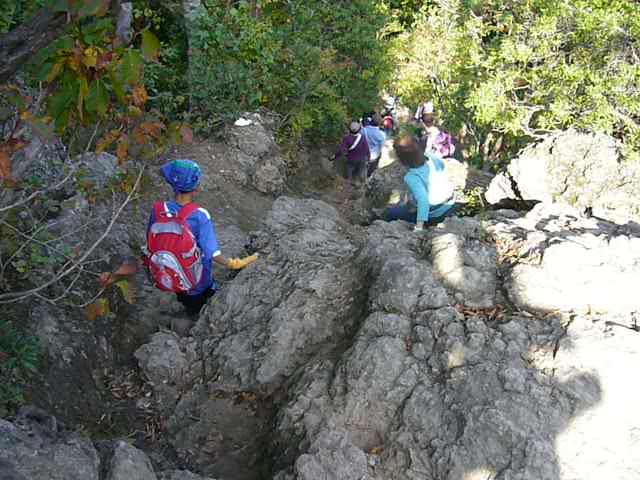
前往投入堂的行者道上的石坡

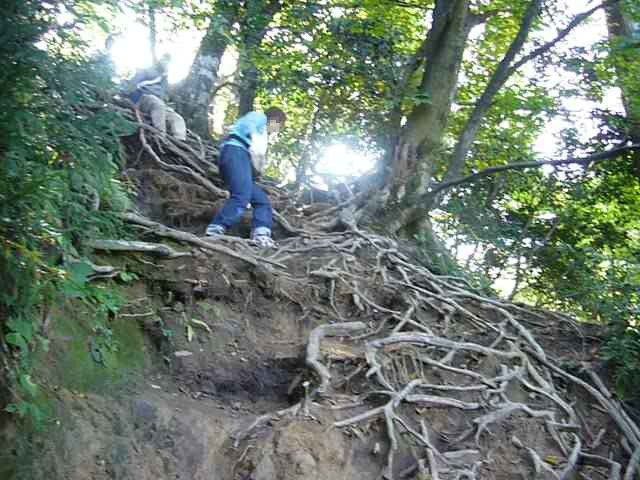
行者道中盘根错节的陡坡

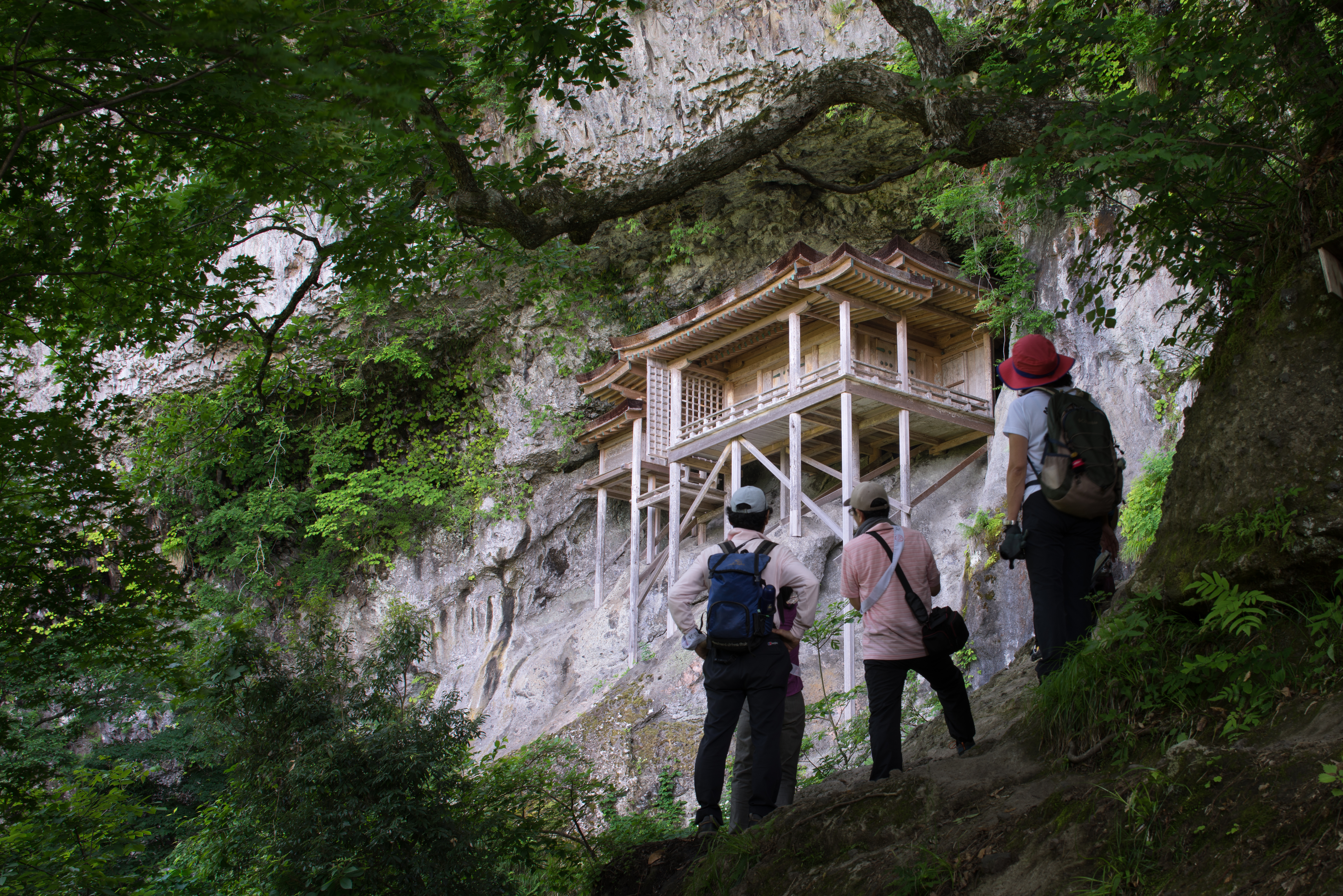
从行者道遥望投入堂

游客要到达投入堂，必须经过险峻的登山道（又称“行者道”）。在登山前，必须到寺院本殿后侧的登山事务所办理进山手续（接待时间：8:00〜15:00）。办理手续时，需要检查访客的登山鞋和服装等。
三佛寺原则上将进山视为礼佛修行而非观光，除了参观费之外还需要缴纳进山费，访客在登记之后需要佩戴写有“六根清净”的轮袈裟，然后从事务所后的行者道开始登山。下山后也应当回到登山事务所归还轮袈裟，并登记下山时间。为防止意外发生，寺院禁止单人进山，如访客为一人，也需要与其他访客组队后进山。
由于登山道相当险峻，因此寺院要求访客穿着合适的登山装备。如果访客的登山鞋或服装不适宜登山，则可能会被拒绝进山，尤其严禁女性穿裙子登山。此外，为了保护路面和树根等，也禁止访客穿着带有金属鞋钉的鞋进山。寺院推荐访客穿着无金属钉的登山鞋，也允许穿着橡胶鞋底的鞋。此外，行者道上一路均没有补充水分的设施，也没有厕所，因此访客需要注意避免饮水过量。在登山口的事务所内有自动贩卖机可以提供饮料。
在前往投入堂的山路上，会有野际稲荷、文殊堂、地藏堂、钟楼堂、纳经堂、观音堂、元结挂堂、不动堂等多个建筑。但一路上有较多上下坡，路面的整备程度也较低，登山难度较高。
从本殿到投入堂的山路，海拔爬升约200米，行程约900米。

## 评价
悬空建造的建筑在日本有多处实例，但投入堂以其年份久远以及位置险峻等，与京都清水寺本堂并称为“悬空建筑之双璧”，也受到磯崎新、安藤忠雄、土门拳等多位建筑学专家的高度评价，2001年6月1日起，投入堂所在的三朝町及鸟取县开始寻求将包括投入堂在内的一系列建筑古迹申请列入联合国教科文组织世界遗产名录。2006年，日本文化厅将其与其他23处古迹一并列入建议书，但经过审议，世界文化遗产特别委员会在次年将其列为“继续审议”的类目。
2001年和2011年，日本邮政也曾发行过两次80日元面额的邮票，上面均以仰视投入堂为主要图案。在2020年5月29日发行的特殊邮票“国宝系列 第1集”中，也有一枚以投入堂为主题的邮票。

## 日本各地的“投入堂”
日本其他地区也有建造在岩窟中的佛堂，例如不动院岩屋堂（位于鸟取县八頭郡若樱町，国家重要文化财）以及龙岩寺内院礼堂（位于大分县宇佐市，国家重要文化财）与三佛寺投入堂并称“日本三大投入堂”。
此外，高知县高冈郡越知町南川的圣神社的正殿也建于断崖的凹陷之中，被称为“土佐的投入堂”。